# Posel (film, 2009)
Posel (v anglickém originále The Messenger) je americké filmové drama z roku 2009. Natočil jej režisér Oren Moverman podle scénáře, který napsal spolu s Alessandrem Camonem. Jde o Movermanův režijní debut. V sousivlosti s režií se původně mluvilo o jménech Sydney Pollack, Ben Affleck a Roger Michell, ale nakonec se režie ujal sám scenárista. hrají v něm Ben Foster, Woody Harrelson, Samantha Morton, Steve Buscemi, Jena Malone a další. 
Snímek měl premiéru na Festivalu Sundance. Rovněž byl uveden na Berlínském mezinárodním filmovém festivalu, kde získal Stříbrného medvěda za nejlepší scénář. Scénář byl rovněž nominován na Oscara, stejně jako výkon Woodyho Harrelsona.